# Station Brookwood
Brookwood is een spoorwegstation van National Rail in Brookwood, Woking in Engeland. Het station is eigendom van Network Rail en wordt beheerd door South Western Railway. Het station is geopend in 1864.

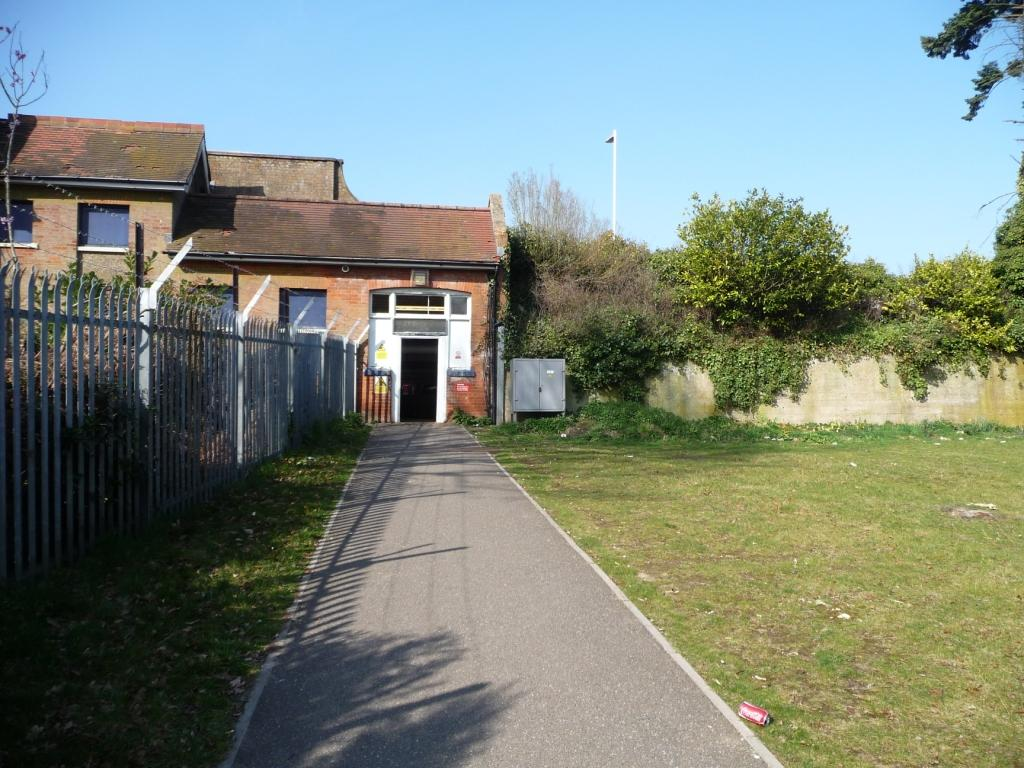
Zuidelijke ingang